# 최인규 (영화 감독)
최인규(崔寅奎, 1911년 12월 10일 ~ 1950년)는 일제강점기와 대한민국 정부 수립 초기의 영화 감독이다.

## 생애
1911년 평안북도 영변군 출신이다. 인기 영화 배우였던 김신재의 남편이기도 하며, 형인 최완규는 고려영화사 사장이었다.
평양상업학교를 중퇴하고 자동차 운전을 배운 뒤 일본에 건너가 운전 조수 생활을 했다. 이때부터 영화에 관심을 가져 교토의 영화 촬영소에 입소하려고 했으나 여의치 않았다. 1929년경에 고향에 돌아와 신의주 신연철공주식회사에서 일했고, 1935년을 전후하여 신의주 신연극장에서 영사기사로 근무했다.
영화계에 정식으로 입문한 것은 1937년 경에 경성부로 올라와 녹음기사 이필우의 조수가 되면서부터이다. 안석영 감독의 《심청》 녹음에 참여해 이필우를 도왔고, 이어서 윤봉춘의 《도생록》(1938) 촬영에 조감독으로 발탁되어 녹음을 맡았다. 이 무렵은 발성 영화의 등장으로 영화 기술 인력의 세대 교체가 이루어지던 시기였는데, 최인규는 이필우로 대표되는 구세대를 밀어내고 영화계에서 주도권을 장악하기 시작했다.

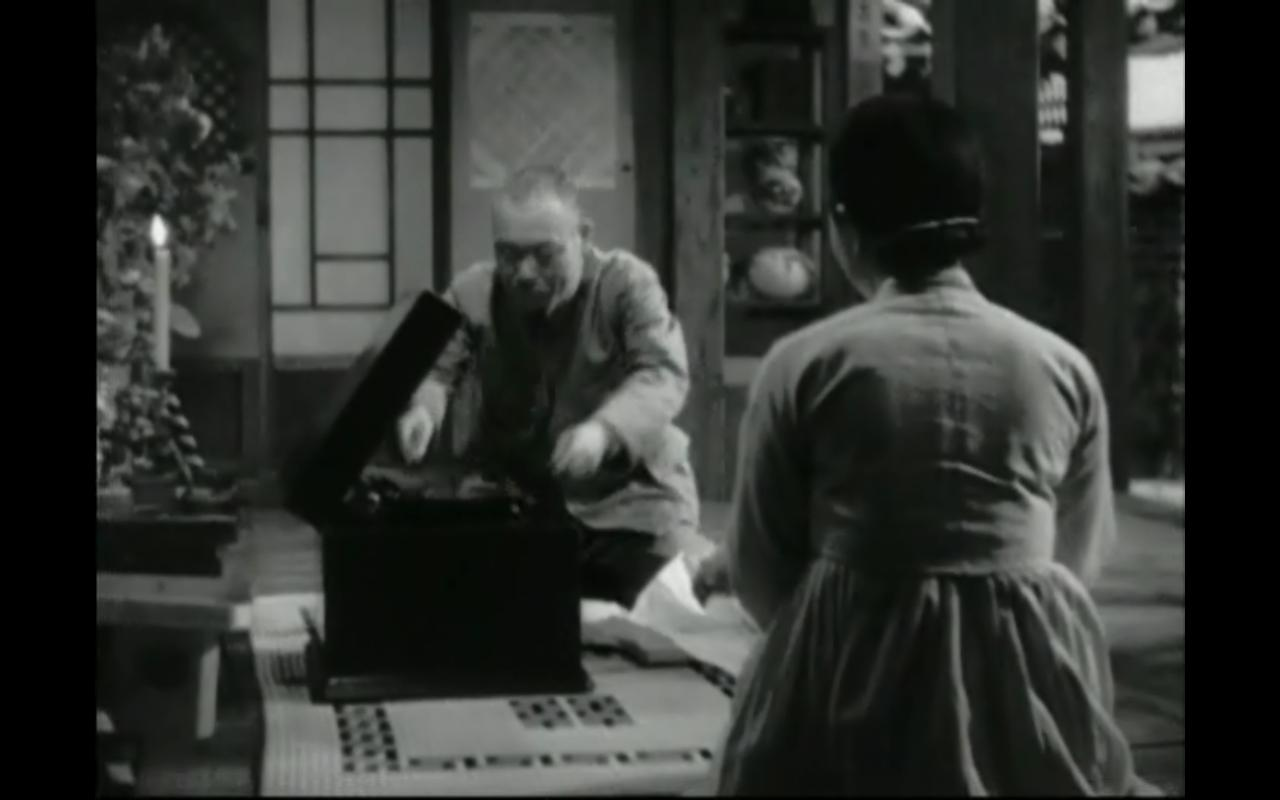
《사랑의 맹서(愛の誓)》 중 한 장면

1939년에 《국경》을 연출해 데뷔한 뒤 일제 강점기 후반에 친일 영화를 여럿 연출했다. 예를 들어 부인인 김신재가 출연한 《태양의 아이들(일본어: 太陽の子供達)》은 시골의 국민학교 교사가 내선일체 논리를 잘 홍보하여 제자들을 지원병으로 참전하게 한다는 내용이다. 비슷한 주제를 형상화한 《신풍의 아들들(일본어: 神風の子供達)》과 《사랑의 맹서(일본어: 愛の誓)》 도 발표했다.
최인규는 저돌적인 성격의 소유자였던 것으로 전해지고 있고, 영화의 스타일도 거칠고 강렬한 편이었다. 비슷한 기간에 활동한 박기채 등 다른 감독들은 일본 유학파 출신이었으나 최인규는 유학 경력이 없었다. 그런만큼 독특한 스타일의 사실주의 기법을 구사했으며, 그의 재능은 일본 영화계에서 인정받았다.
1940년부터 1945년 사이 국내에서 제작된 영화는 총 26편이었는데, 이 가운데 친일영화로 분류하기 모호한 8편을 뺀 나머지 영화 18편은 분명한 친일 영화이다. 최인규는 이 18편 가운데 감독별 편수로는 가장 많은 다섯 편을 연출했다. 이처럼 뚜렷한 친일 경력으로 태평양 전쟁 종전 후에 친일 청산 논란이 있을 때 궁색한 처지에 놓이기도 했다.
광복 후 1946년 영화감독구락부에 가담하는 등 우익 계열에서 활동했고, 일제로부터 해방된 이후에 만들어진 최초의 한국 영화로도 알려져 있는 《자유만세》(1946년)를 연출했다. 1949년 흑산도를 배경으로 한 사실주의 영화 《파시(波市)》를 마지막으로 한국 전쟁 때 행방 불명이 되었는데, 조선민주주의인민공화국으로 납치된 것으로 추정되며, 탈출시도 하다가 살해당했다는 등의 죽음을 기억하지 못하고 있다.

## 사후
2008년 민족문제연구소가 발표한 친일인명사전 수록예정자 명단 연극/영화 부문에 부인 김신재와 함께 포함되었다. 2009년 친일반민족행위진상규명위원회가 발표한 친일반민족행위 705인 명단에도 포함되었다.
신상옥은 최인규의 조감독으로 영화 연출을 시작했고, 자신의 영화 스승으로 나운규와 찰리 채플린, 그리고 최인규를 꼽은 바 있다. 홍성기도 최인규의 문하생 출신이다.

## 참고자료
- 강옥희,이영미,이순진,이승희 (2006년 12월 15일). 《식민지시대 대중예술인 사전》. 서울: 소도. 342~345쪽쪽. ISBN 978-89-90626-26-4.

## 출연 작품

### 영화
- 《파시》 (1949년) - 감독, 촬영, 편집
- 《희망의 마을》 (1948년) - 감독, 각본, 편집
- 《독립 전야》 (1948년) - 감독, 주연, 각본, 원작자
- 《국민투표》 (1948년) - 감독, 각본, 촬영
- 《죄없는 죄인》 (1948년) - 감독, 편집
- 《자유만세》 (1946년) - 감독
- 《신풍의 아들들》 (1945년) - 감독
- 《사랑의 맹서》 (1945년) - 감독
- 《태양의 아이들》 (1944년) - 감독
- 《망루의 결사대》 (1943년) - 기획, 편집
- 《복지만리》 (1941년) - 녹음
- 《집 없는 천사》 (1941년) - 감독, 기획
- 《수업료》 (1940년) - 감독
- 《국경》 (1939년) - 감독, 각본, 편집
- 《무정》 (1939년) - 녹음

## 같이 보기
- 김신재